# Катидрал (гора, Тасмания)
Гора Катидрал или Кафедральная гора (англ. Cathedral Mountain) расположена в национальном парке Крейдл-Маунтин — Лейк-Сент-Клэр, находящемся на территории острова (и одноимённого штата) Тасмания, входящего в состав Австралии. Этот парк является частью территории, называемой «Дикая природа Тасмании» (англ. Tasmanian Wilderness), являющейся объектом Всемирного наследия ЮНЕСКО.

## География

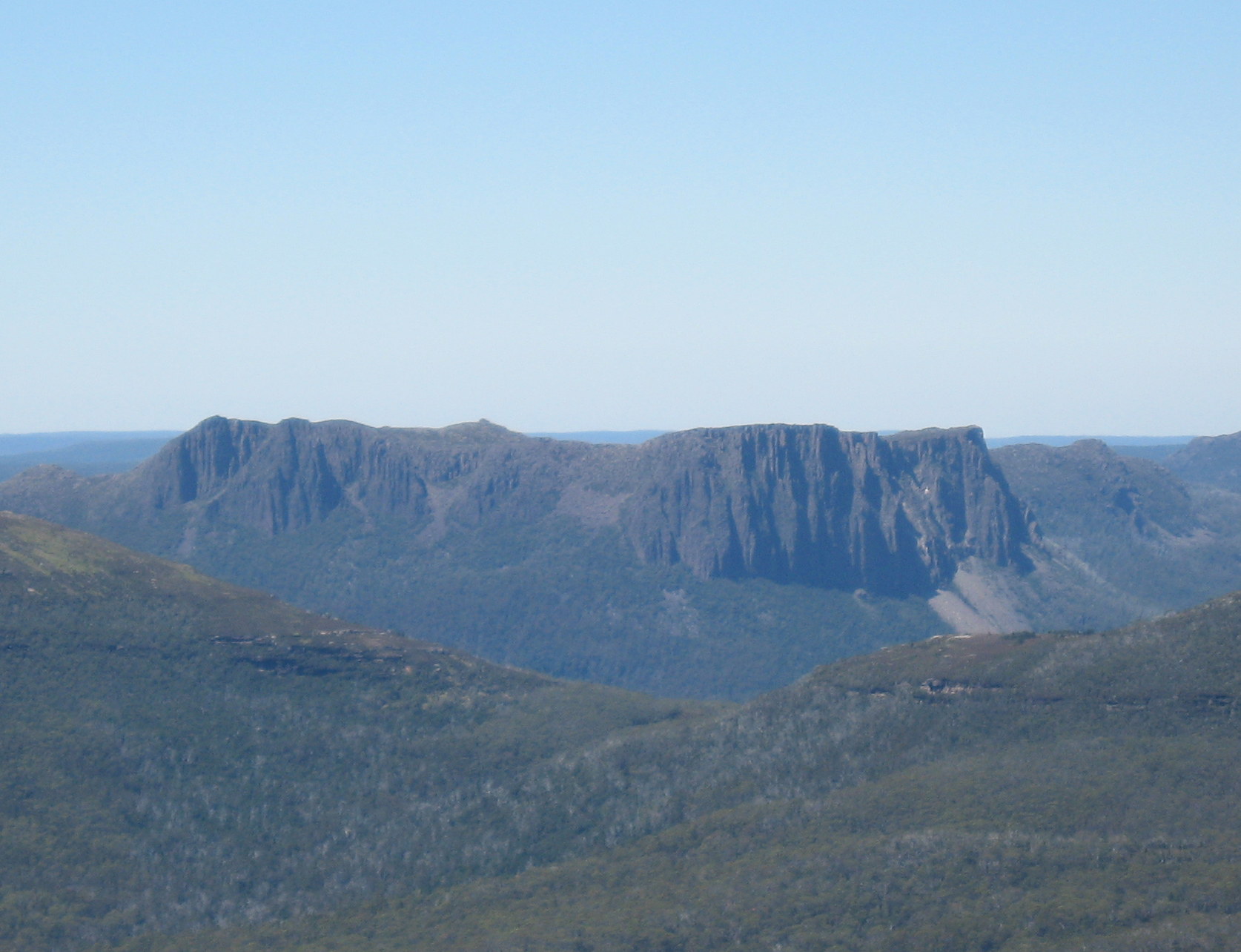
Вид на гору Катидрал с горы Пелион-Уэст

Высота горы Катидрал — 1387 м над уровнем моря (по другим данным, 1378 м). Примерно в 7 км западнее горы Катидрал находится гора Осса (1617 м) — высшая точка Тасмании.
Между горами Катидрал и Осса с юга на север протекает река Мерси в своём самом верхнем течении. Рядом с горой Катидрал находятся многоуровневые водопады Хореб (Horeb Falls).

## Туристские маршруты
Недалеко от горы Катидрал проходит один из самых популярных в Австралии пеших туристских маршрутов — многодневный маршрут Overland Track длиной около 70 км, южное окончание которого находится у озера Сент-Клэр, а северное — у горы Крейдл.

## Соседние горы
- Осса
- Барн-Блафф
- Крейдл
- Пелион-Уэст
- Пелион-Ист
- Герион
- Рогуна

## Фотогалерея

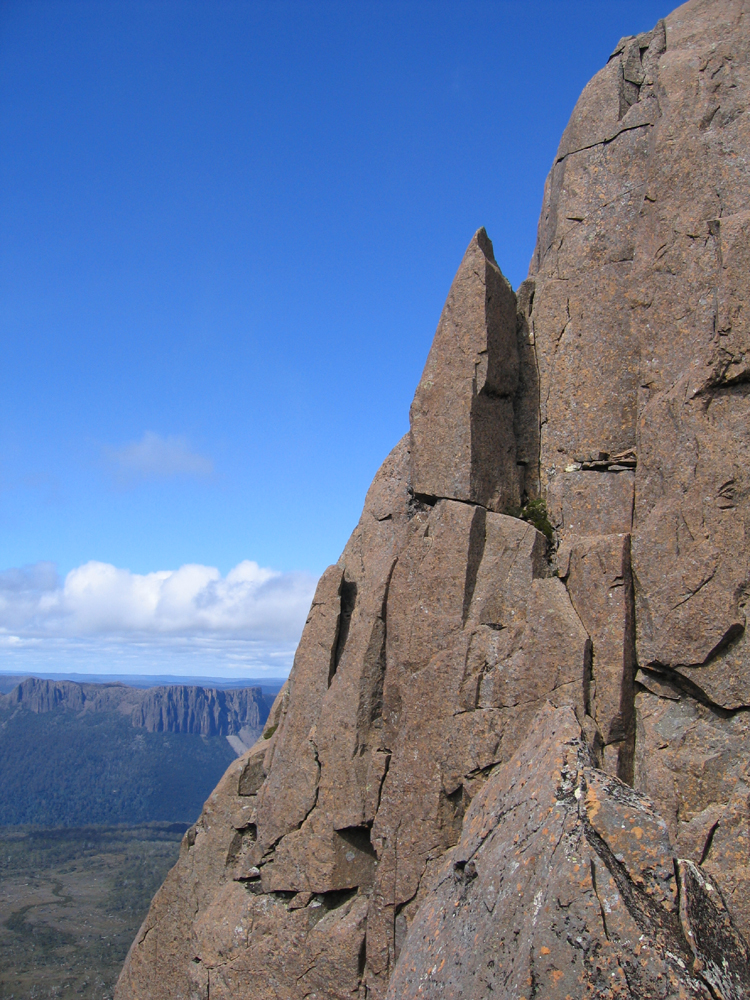
Вид на гору Катидрал с горы Осса
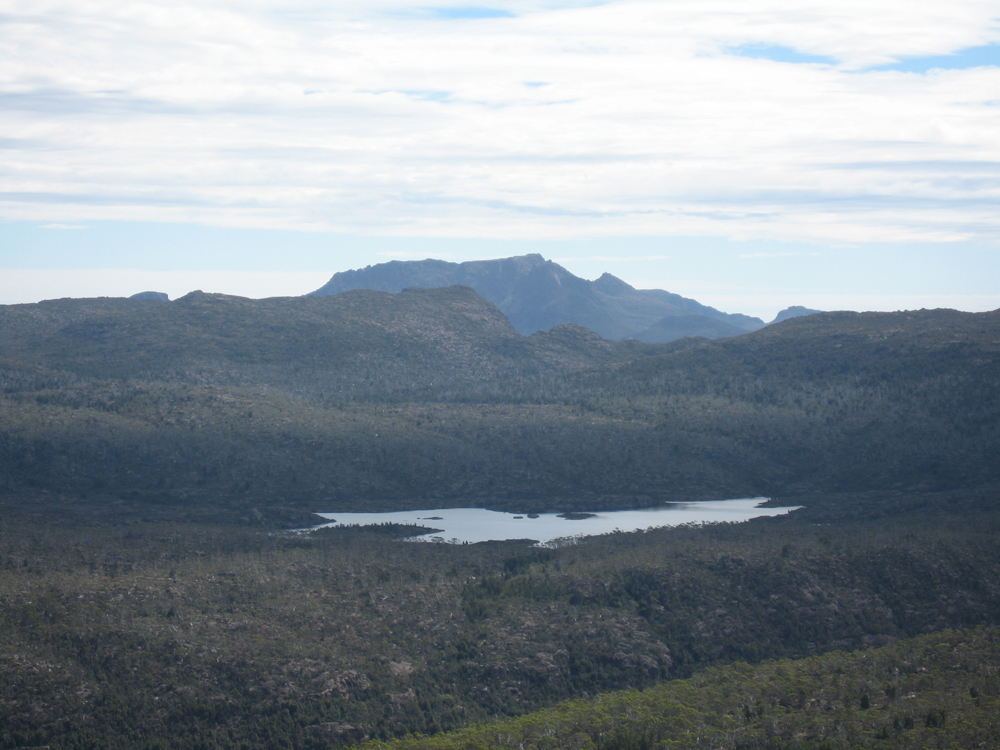
Вид на восточный склон горы Катидрал с горы Рогуна
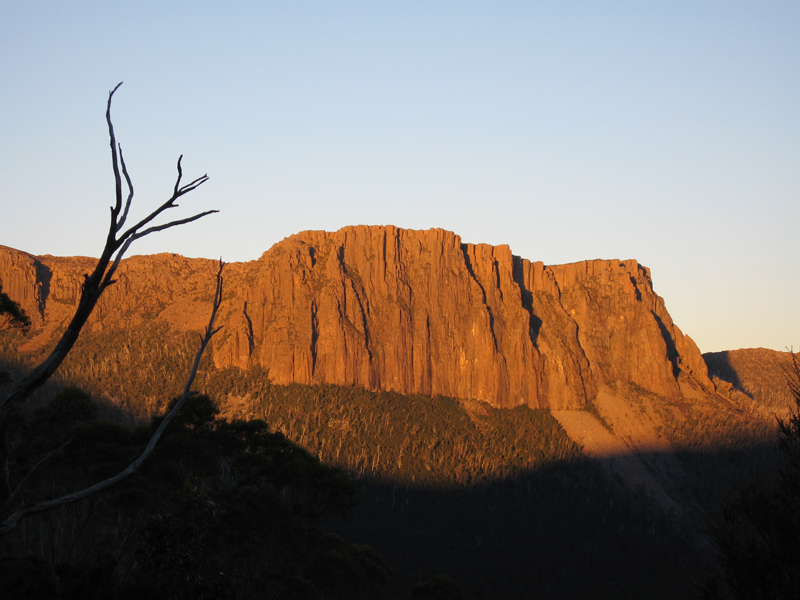
Гора Катидрал на закате
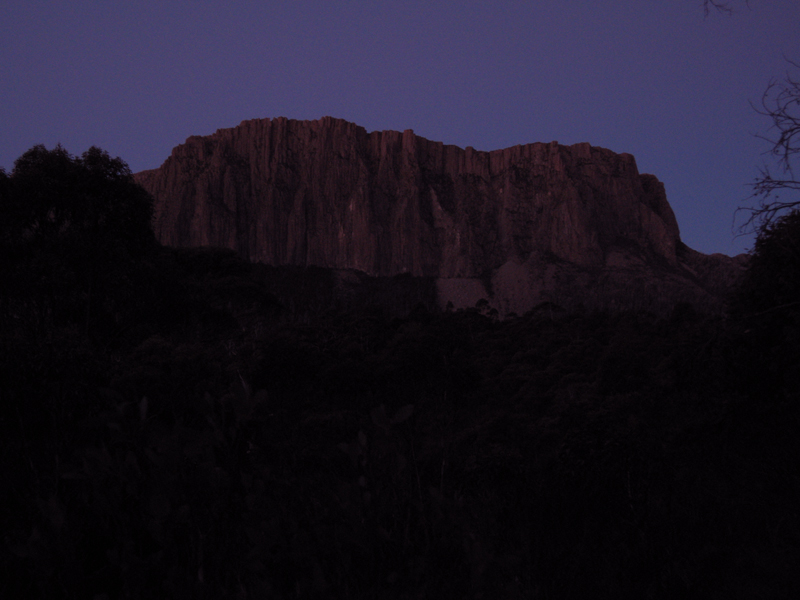
Гора Катидрал в сумерках
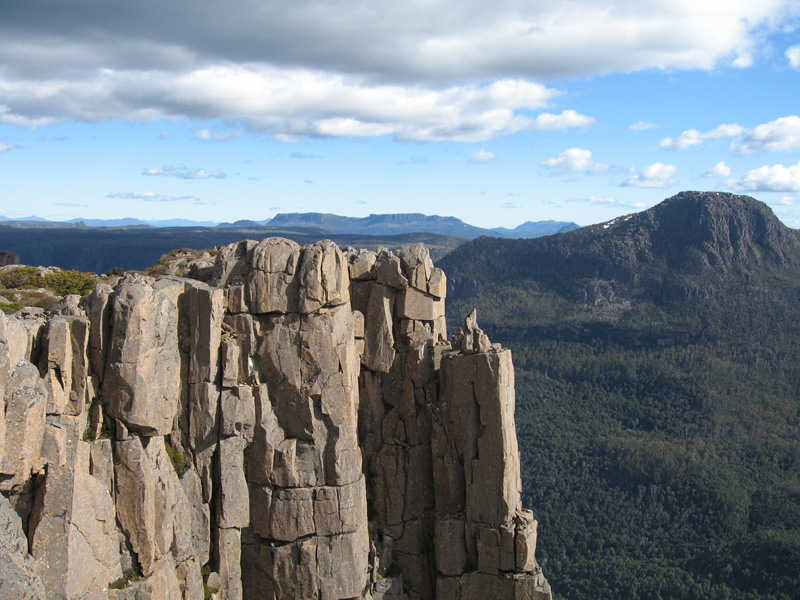
Вид на горы Олимпус (Mount Olympus) и Касл-Крэг (Castle Crag) с горы Катидрал
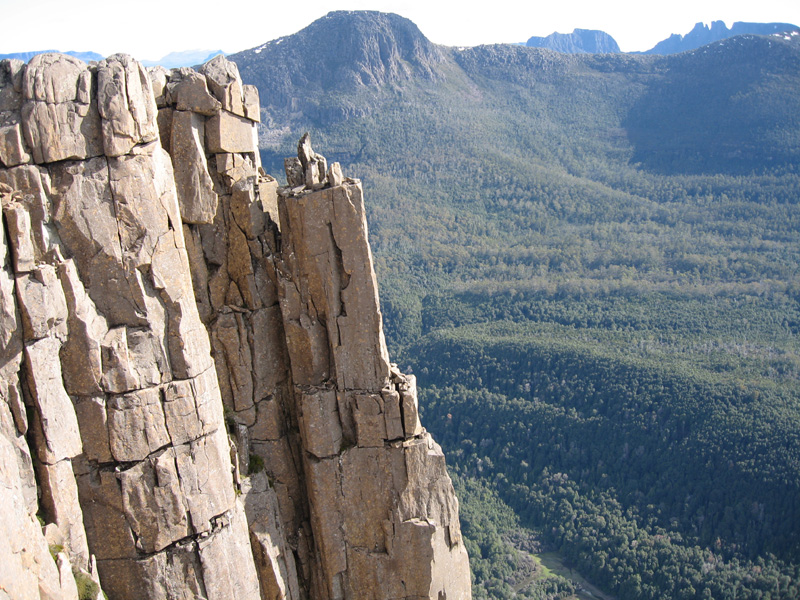
Скальный сброс горы Катидрал
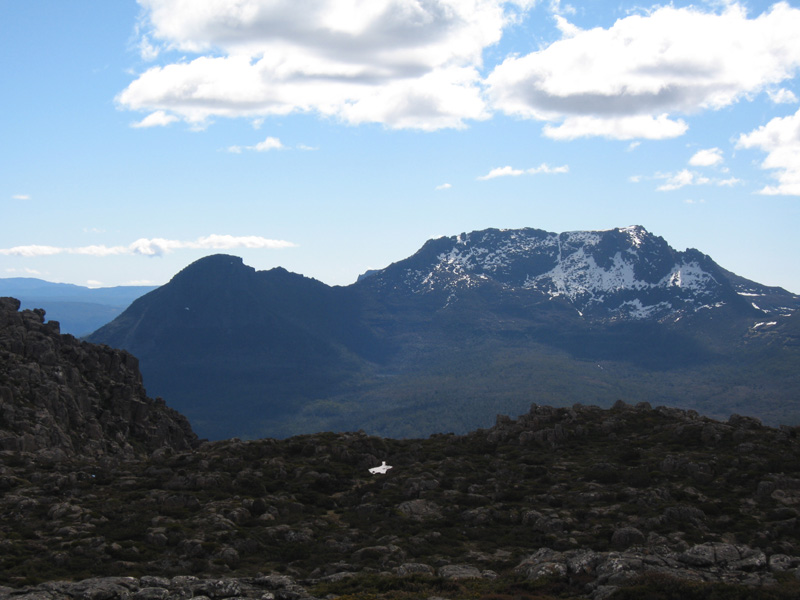
Вид на гору Осса с горы Катидрал
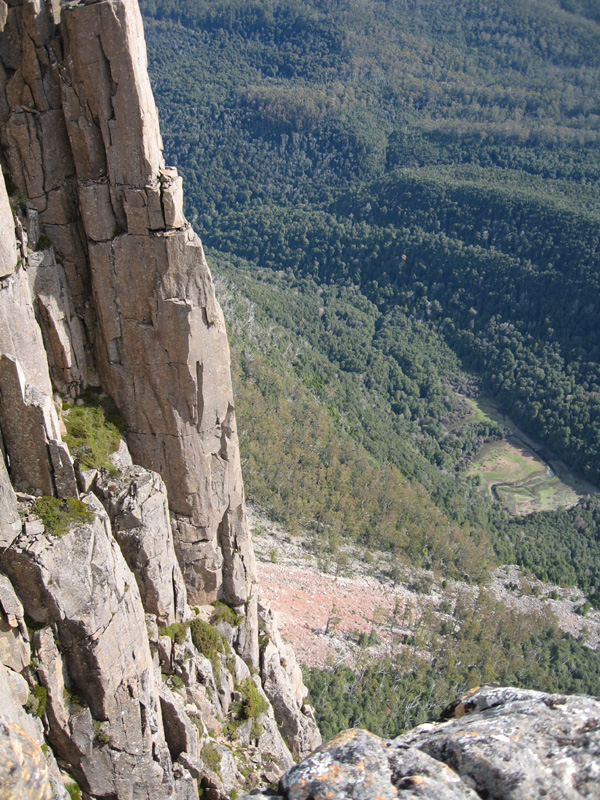
Скальный сброс горы Катидрал и вид на верховья реки Мерси в 700 м ниже